# 森茂暁
森 茂暁（もり しげあき、1949年9月9日 - ）は、日本の歴史学者、福岡大学名誉教授。専門は中世日本の政治と文化。文学博士（九州大学・1985年）。

## 経歴・人物
長崎県出身。長崎県立島原高等学校を卒業。1972年九州大学文学部史学科を卒業。1975年同大学院文学研究科博士課程を中退、1979年まで九州大学助手。1980年文部省教科書検定課勤務、1984年同省教科書調査官を経て、1985年京都産業大学教養部助教授に就任。同年、九州大学にて「南北朝期公武関係史の研究」で文学博士。1991年山口大学教養部助教授、のち同大学人文学部教授となる。1997年に福岡大学人文学部教授。2020年定年退職。

## 研究
- 南北朝時代が専門であるが、室町時代にも関心が深い。
- 恩師の一人に九州大学名誉教授である川添昭二がいる。
- 亀田俊和によれば、森による建武政権の制度史研究は戦後の実証的分析の到達点であり[5]、その建武政権観は原則として佐藤進一（中央大学名誉教授）を踏まえていると評されている[5]。

## 著書
- 『建武政権　後醍醐天皇の時代』教育社歴史新書、1980年／講談社学術文庫（改訂版）、2012年[6]
- 『南北朝期公武関係史の研究』文献出版、1984年／思文閣出版（増訂版）、2008年
- 『皇子たちの南北朝　後醍醐天皇の分身』中公新書、1988年／中公文庫、2007年
- 『鎌倉時代の朝幕関係』思文閣出版、1991年、オンデマンド版2016年
- 『太平記の群像　軍記物語の虚構と真実』角川書店「角川選書」、1991年／「― 南北朝を駆け抜けた人々」角川ソフィア文庫、2013年
- 『佐々木導誉』吉川弘文館〈人物叢書〉、1994年[7]
- 『闇の歴史、後南朝　後醍醐流の抵抗と終焉』角川選書、1997年／角川ソフィア文庫、2013年
- 『後醍醐天皇　南北朝動乱を彩った覇王』中公新書、2000年
- 『満済　天下の義者、公方ことに御周章』ミネルヴァ書房〈日本評伝選〉、2004年
- 『南朝全史　大覚寺統から後南朝へ』講談社選書メチエ、2005年／講談社学術文庫、2020年
- 『中世日本の政治と文化』思文閣出版、2006年
- 『戦争の日本史8　南北朝の動乱』吉川弘文館、2007年[8]
- 『室町幕府崩壊　将軍義教の野望と挫折』角川選書、2011年／角川ソフィア文庫、2017年
- 『足利直義　兄尊氏との対立と理想国家構想』角川選書、2015年
- 『足利尊氏』角川選書、2017年
- 『懐良親王　日にそへてのかれんとのみ思ふ身に』ミネルヴァ書房〈日本評伝選〉、2019年
- 『足利義満』角川選書、2023年
- 『日本中世史論集』勉誠社、2024年

## 論文
- Cinii